# Francisco Hernández de Córdoba
Francisco Hernández de Córdoba, född omkring 1475 i Cabra, provinsen Córdoba, död 1526 i León Viejo, Nicaragua, var en spansk conquistador som betraktas som Nicaraguas grundare. 1523 skickades han till Stilla havs-kusten till vad som i dag motsvarar Nicaragua, där han grundade de två städerna Granada och León. Valutan córdoba i Nicaragua är namngiven efter honom.
Hernandez de Córdoba var en av Pedrarias Dávilas officerare. Hernán Cortés stödde Hernandez de Cordóba, som i gengäld fick stöd mot Cristóbal de Olid. Pedrarias Dávila, som då ansåg att Hernandez de Córdoba var en upprorsmakare och förrädare, lät slutligen tillfångata och halshugga honom.
Hans kvarlevor påträffades 2000 i León Viejo i Nicaragua.